# 5684 Kogo
5684 Kogo este un asteroid din centura principală de asteroizi.

## Descriere
5684 Kogo este un asteroid din centura principală de asteroizi. A fost descoperit pe 21 octombrie 1990 la Oohira de Takeshi Urata. El prezintă o orbită caracterizată de o semiaxă mare de 2,22 ua, o excentricitate de 0,22 și o înclinație de 5,6° în raport cu ecliptica.